# الدميم (حرض)

تعديل مصدري - تعديل

الدميم هي إحدى قرى عزلة بني الحداد بمديرية حرض التابعة لمحافظة حجة، بلغ تعداد سكانها 129 نسمة حسب تعداد اليمن لعام 2004.